# Партия за демократию
Партия за демократию (исп. Partido por la Democracia, PPD) — чилийская левоцентристская политическая партия, основанная Рикардо Лагосом в 1987 году. Первоначально представляла собой «всеобъемлящую» партию, объединявшую противников диктаторского режима генерала Пиночета вне зависимости от политических и идеологических взглядов, а также выполняла роль легального прикрытия запрещённой военной хунтой Социалистической партии (до 1997 года дозволялось одновременное членство в обеих партиях), впоследствии эволюционировала в сторону социал-либерализма и либерального прогрессивизма.
Основатель партии Рикардо Лагос в 2000—2006 годах был президентом Чили.

## Идеология
В первые несколько лет своего существования партии трудно было установить чётко определенную идеологию в связи с большим разнообразием политических взглядов её основателей. В конце концов, установилось сочетание социал-демократии и социального либерализма — так называемый прогрессивный либерализм. В настоящее время, согласно своей «Декларации принципов», Партия за демократию описывает себя как «левая политическая партия, демократическая, прогрессивная и паритетная».

## История
Партия была основана 15 декабря 1987 года как политическая организация, главной задачей которой стало завершение военного режима Пиночета и установление в стране демократии. Её основатель Рикардо Лагос на церемонии создания партии высказался, что единственным требованием при вхождении в неё было
|       | estar en contra del sistema institucional del régimen del dictador Pinochet porque no conduce a la democracia, y además querer derrotarlo por medios políticos (исп.) |  | быть против институциональной системы режима диктатора Пиночета, потому что она не ведёт к демократии, а даже пытается её разрушить политическими мерами (рус.) |  |
| [ 1 ] | |  | |  |

Таким образом, в партию вступали приверженцы либерального прогрессивизма, социалисты, радикалы, социал-демократы, левые христиане, коммунисты.

## Выборы
Ввиду того, что Партия за демократию входит в Новое большинство, а до 2013 года состояла в Коалиции партий за демократию, то она зачастую поддерживала кандидатов на пост президента от других партий — партнёров по коалиции. Результаты голосований приведены ниже.
| Дата | Кандидат от коалиции    | Партия кандидата     | Результаты голосования | Результаты голосования | Итог      |
| Дата | Кандидат от коалиции    | Партия кандидата     | Тур 1                  | Тур 2                  | Итог      |
| ---- | ----------------------- | -------------------- | ---------------------- | ---------------------- | --------- |
| 1989 | Патрисио Эйлвин         | ХДП                  | 55,2                   |                        | победа    |
| 1993 | Эдуардо Фрей Руис-Тагле | ХДП                  | 58,0                   |                        | победа    |
| 1999 | Рикардо Лагос           | Партия за демократию | 48,0                   | 51,3                   | победа    |
| 2005 | Мишель Бачелет          | СП                   | 46,0                   | 53,5                   | победа    |
| 2009 | Эдуардо Фрей Руис-Тагле | ХДП                  | 29,6                   | 48,4                   | поражение |
| 2013 | Мишель Бачелет          | СП                   | 46,7                   | 62,2                   | победа    |